# PAEI (код Адизеса)
PAEI — предложенные Ицхаком Адизесом четыре функции менеджера (производство результатов — P, администрирование — A, предпринимательство — E и интеграция — I),. По мнению автора, сбалансированное выполнение менеджментом компании всех четырёх функций поможет компании действовать эффективно сейчас и в долгосрочной перспективе.

## Об авторе
Код PAEI был предложен доктором философии Ицхаком Адизесом, специалистом в области максимизации эффективности бизнес-процессов и основателем консалтинговой компании Adizes Institute. Он сотрудничал с такими организациями, как Bank of America, Coca-Cola, IBM. Адизес читает курсы в Стэнфордском университете, Тель-Авивском университете, ведёт программу подготовки топ-менеджеров в Колумбийском университете, является консультантом программ Executive MBA и МВА в Институте бизнеса и делового администрирования РАНХиГС, автор более 20 книг, связанных с различными аспектами ведения бизнеса.

## PAEI
Аббревиатура PAEI расшифровывается так:
- P — producer — «производитель»
- A — administrator — «администратор»
- E — entrepreneur — «предприниматель»
- I — integrator — «интегратор»[4]

Совокупность этих направлений, по мнению автора, отражает основные потребности любой компании.
Адизес утверждает, что идеального менеджера не существует, так как у него не могут быть одновременно развиты все четыре направления. Для того, чтобы считать менеджера эффективным, он должен быть способен выполнять хотя бы одну из четырех функций «идеально», и ещё несколько функций «хорошо» (к примеру Paei, в данном случае функция P выполняется «идеально», остальные — «хорошо»). Более того, важно, чтобы сильные стороны менеджера соответствовали задачам, которые он выполняет.

### Производитель
Сосредотачивается на конечном результате и делает так, чтобы конечный продукт или услуга соответствовали всем ожиданиям клиента. Он — эксперт в своей сфере, знает все нюансы. Он знает, как добиться необходимого результата прямо сейчас. Смысл этой роли, в основном, заключается в ответе на вопрос: «что должно быть сделано?».
От этого компонента зависит эффективность компании в краткосрочной перспективе.
Отличительные черты:
- ориентированы на достижение результата;
- трудолюбивы и продуктивны;
- прагматичны;
- предрасположены к действию больше, чем к размышлениям и анализу;
- нетерпеливы;
- их девиз: «Хочешь попасть в цель — сначала выстрели»;
- компетентны[9].

### Администратор
Сосредотачивается на том, как выполняются задачи и требует, чтобы все остальные сотрудники соответствовали текущей политике, процедурам, формальностям и философии компании. Человек, обеспечивающий эффективность и последовательность действий организации. Если компания стремится максимально эффективно функционировать, производителя недостаточно, необходим администратор.
Этот человек крайне последователен и организован.
Эта функция также обеспечивает достижение результата в краткосрочной перспективе.
Отличительные черты:
- всегда следуют букве закона;
- уделяют внимание деталям;
- методичны и организованны;
- способны предвидеть проблемы, которые влечет за собой идея;
- мыслят линейно и логически;
- любят подсчеты и цифры;
- консервативны;
- стремятся к управлению другими людьми[9].

### Предприниматель
Сосредотачивается на представлении и создании будущего компании. Предприниматель зачастую использует рискованный подход к решению различного рода бизнес проблем и больше фокусируются на глобальной перспективе. Изменения неизбежны — главное быть к ним готовым. Именно эту готовность и обеспечивает предприниматель.
Этот фактор всегда относится к будущему времени и обеспечивает развитие в завтрашнем дне.
Отличительные черты:
- фантазеры, способные представить себе новые направления;
- творческие личности, склонны к новаторству;
- проактивные;
- мыслят цельными образами, не терпят мелких деталей;
- стремятся к переменам;
- энтузиасты, способные вдохновлять других;
- ищут возможности и шансы;
- харизматичные;
- независимые;
- нуждаются в свободе мыслей и действий[9].

### Интегратор
Сосредотачивается на объединении людей и помощи в построении личных и функциональных мостов между всеми членами команды. Человек, контролирующий благоприятный климат внутри коллектива, иными словами объединяет людей для достижения общих целей компании. Он слышит то, о чем молчит коллега и во всем понимает его.
Этот фактор отвечает за внутреннюю гармонию и сплоченность коллектива.
Отличительные черты:
- умеют выявить лидера;
- способны поддерживать атмосферу взаимного доверия и уважения;
- умеют выслушать;
- могут примирять людей и разрешать конфликты, снижать напряженность;
- обладают способностью к эмпатии и установлению межличностных взаимоотношений без проявлений чрезмерной эмоциональности и панибратства;
- рассудительны, справедливы, готовы оказать поддержку[9].

## Критика
В статье «Методология И.Адизеса: попытка критического рассмотрения» Сергей Филянин и Александр Шохов критикуют теорию PAEI по двум аспектам.
Пункт 1
Выделение исключительно четырех функций (PAEI) выглядит непонятно, так как не представляет собой целостности. Они выбраны из разных классификаций.
PAEI код — прост и интуитивно понятен. Характеристики, выделенные И.Адизесом представляют собой противоположные пары примеров, которые описывают сами стили менеджмента. Их можно переформулировать другими словами: «функционирование» — «развитие», «дисциплина» — «самоорганизация».
Пункт 2
PAEI часто связывают со стадиями жизненного цикла организации. Ицхак Адизес утверждает, что существует определённая взаимосвязь между определённым этапом, на котором находится компания, и желательным PAEI кодом управления, который подходит в конкретный период.

«Очевидно, сам концепт „стиля управления, который наиболее предпочтителен для данного этапа жизненного цикла“, не выдерживает даже элементарной критики. Всюду в компании, а особенно в такой компании, где регулярно возникают новые бизнес-направления, стили управления будут разными, и говорить о каком-то „едином“, „наиболее предпочтительном“ или „подходящем“, придумывая различные способы выведения интегрированного показателя, так же наивно, как на основе средней температуры по больнице судить о состоянии здоровья пациентов».
— Сергей Филянин и Александр Шохов, статья «Методология И.Адизеса: Попытка критического рассмотрения»
В большей мере, попытка связать жизненный цикл организации с определенным стилем управления — это иллюстрация понятной закономерности, что с возрастом в компании в меньшей мере проявляется предпринимательство и самоорганизация, и в большей доминирует бюрократия и жестокость.
PAEI — это просто понятная модель. Несмотря на то, что модель является одним из распространенных способов познания мира вокруг, не следует путать карту с местностью, а модель с реальностью. Модель не может быть истиной или ложной, она может подходить, а может и не подходить. Это просто инструмент.

«Зато модель может быть применимой или неприменимой, полезной или бесполезной, удобной или неудобной. Мы хотим сказать, что подход И.Адизеса — по сути, инструментальный».
— Сергей Филянин и Александр Шохов, статья «Методология И.Адизеса: Попытка критического рассмотрения»